# Oddział Sisu

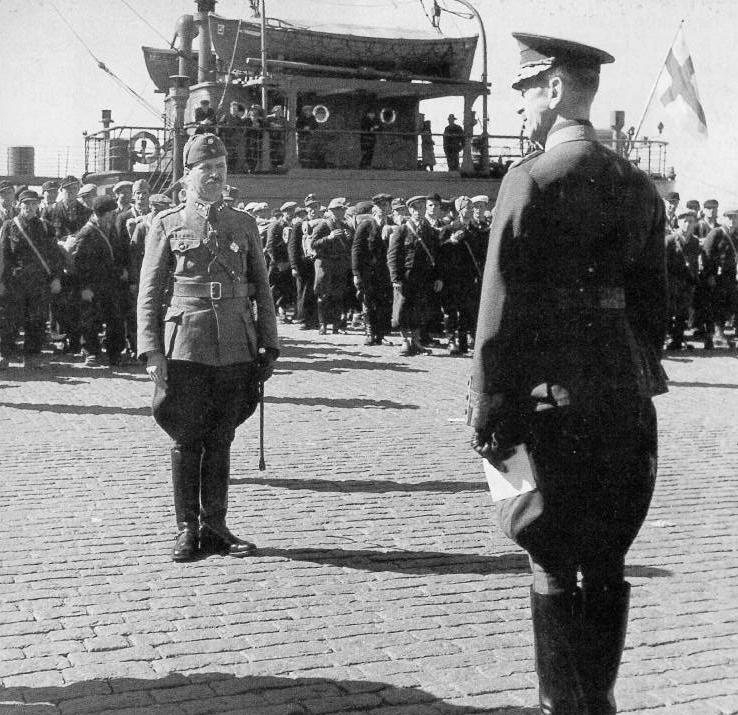
Imre Kémeri Nagy wraz z Węgierskim Batalionem Ochotniczym opuszczają Finlandię w 1940

Oddział Sisu (fi. Osasto Sisu) – ochotnicza jednostka wojskowa armii fińskiej złożona z obcokrajowców pod koniec wojny zimowej 1939–1940.
Finlandia, tocząca od 30 listopada 1939 r. wojnę z ZSRR, otrzymała dużą pomoc wojskową z zagranicy. Oprócz uzbrojenia i wyposażenia wojskowego byli to ochotnicy z różnych krajów Europy i USA. Zostali oni zgrupowani w obozie szkoleniowym w Lapua, gdzie część z nich weszła w skład formowanego od 8 stycznia 1940 r. Oddziału Sisu. Na jego czele stanął fiński oficer kpt. Bertil Nordlund. Oddział został podporządkowany dowództwu wojsk wewnętrznych. Liczebność oddziału wzrastała powoli, ale systematycznie. Pod koniec marca 1940 r. liczył on 717 ludzi z 22 krajów. W jego skład wchodził 420-osobowy Węgierski Batalion Ochotniczy pod dowództwem por. Imre Kémeri Nagya (batalion miał działać samodzielnie), 158-osobowa kompania złożona z Brytyjczyków na czele z płk. Kermitem Rooseveltem, synem prezydenta USA Theodore'a Roosevelta i 1 Kompania, licząca 155 ochotników różnych narodowości. Kadra oficerska liczyła 24 ludzi. Ponadto w oddziale było 56 Estończyków, którzy przedostali się do Finlandii z okupowanej przez Sowietów Estonii. Działania wojenne zakończyły się jednak 13 marca, w związku z czym oddział nie zdążył wziąć udziału w walkach. Zresztą dla Finów miał on bardziej znaczenie propagandowe, niż bojowe. Na przełomie marca i kwietnia oddział został stopniowo zlikwidowany, a większość zagranicznych ochotników powróciła do swoich krajów.